# 1993-as Giro d’Italia
Az 1993-as Giro d’Italia volt a 76. olasz kerékpáros körverseny. Május 23-án kezdődött és június 13-án ért véget. Végső győztes a spanyol Miguel Indurain lett.

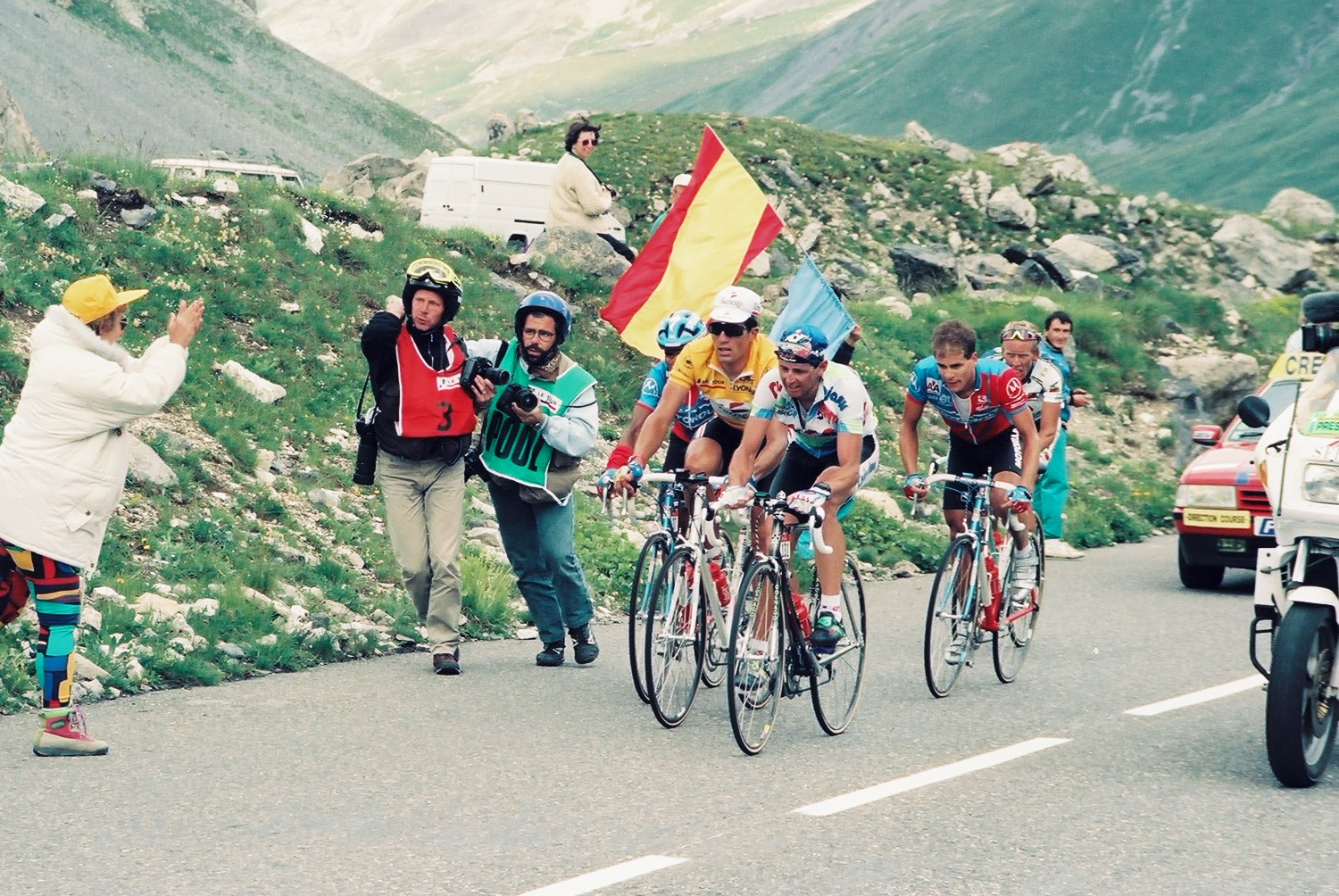
Miguel Indurain az 1993-as Tour de France-on

## Végeredmény
|    | Versenyző          | Idő           |
| -- | ------------------ | ------------- |
| 1  | Miguel Indurain    | 98 óra 09' 44 |
| 2  | Piotr Ugrumov      | + 58          |
| 3  | Claudio Chiappucci | + 5' 27       |
| 4  | Massimiliano Lelli | + 6' 09       |
| 5  | Pavel Tonkov       | + 7' 11       |
| 6  | Moreno Argentin    | + 9' 12       |
| 7  | Vladimir Pulnikov  | + 11' 30      |
| 8  | Maurizio Fondriest | + 12' 53      |
| 9  | Stephen Roche      | + 13' 31      |
| 10 | Zenon Jaskuła      | + 13' 41      |